# 民警団法
民警団法（みんけいだんほう、英語: Posse Comitatus Act）は、1878年6月18日にラザフォード・ヘイズ大統領によって署名された、アメリカ合衆国国内における内政政策の執行のための連邦軍兵員の利用について連邦政府の権力を制限するアメリカ合衆国連邦法（合衆国法典第18編第1385条 18 U.S.C. § 1385, original at 20 Stat. 152）である。議会はこの法律をリコンストラクションの終了を受けた陸軍予算充当法案への修正条項として可決し、1956年、1981年および2021年に更新した。
この法律は当初アメリカ陸軍のみに適用されていたが、続く1956年の改正はその適用範囲をアメリカ空軍まで拡大した。2021年、2022会計年度国防権限法はこの法律の適用範囲を海軍、海兵隊、そして宇宙軍をカバーするようにさらに拡大した。この法律は、州の権限の下にある陸軍州兵または空軍州兵が、その故郷の州で、または当該州の知事に招請された場合は近隣の州で、法執行能力を用いて活動することを妨げない。アメリカ沿岸警備隊（国土安全保障省傘下）もこの法律でカバーされていないが、これは第一には、この組織は軍（armed service）であるとはいえ、海事法執行の任務も有しているからである。
この法律の題名は、郡保安官（county sheriff）またはその他の法執行官が、治安を維持するのに加勢してもらうためあらゆる健康体の人物を徴用（conscript）できる権限である民警団（posse comitatus）という法律上の概念に由来する。

## 歴史
1879年度陸軍予算充当法案 (20 Stat. 152に見られる) の第15条であるこの法律は、南北戦争（1861年 - 1865年）に続く12年間のリコンストラクション（1865年 - 1877年）の際のアメリカ陸軍による旧アメリカ連合国の軍事占領への応答であり、そして続く禁止である。
アメリカ合衆国憲法は、選挙の実施についての主たる責任を、各州の手に預けている。より広い連邦の一部としてかまたは単一の州としてかにかかわらず、警察力を行使し、法と秩序を維持するという州の役割に従い、平和の維持、秩序ある選挙の実施、不法な活動の訴追はすべて州の責務である。しかし、旧連合国内では、多数の武装組織がアフリカ系アメリカ人の政治力をしばしば脅迫や暴力を通じて抑え込み、南部を白人が大部分を占める民主党の支配に戻そうと模索していた。アフリカ系アメリカ人たちは初めは連邦政府によって支援されていたが、リコンストラクションが進むにつれてその支援も弱まっていった。激しく議論を呼んだ1876年大統領選と1877年の妥協の後、旧連合国選出の下院議員や上院議員らがワシントンに復帰し、連邦政府が自分たちの州に再び統制を課すことを禁止することを優先事項とした。ヘイズ大統領が1877年の鉄道大ストライキを終わらせるために連邦軍を利用した後、民警団法となるものを通過させるのに十分な超党派の支持が集まった。
当初の民警団法は、もっぱらアメリカ陸軍のみに言及していた。20世紀中に初めは陸軍の一部門として創設された空軍は、1956年に追加された。海軍と海兵隊はこの法律で言及されていなかったが、国防総省令により同等の規制に服しており、2021年にこの法律に包含された。2020年に創設された宇宙軍もまた、2021年にこの法律に含まれた。アメリカ沿岸警備隊は、六軍の一部であるとはいえ、海事法について明示的に連邦法執行権が与えられているため、この法律に含まれていない。現在の沿岸警備隊は1878年にこの法律が法 (law) となった時点では存在していなかった。その前身の税関監視艇部 (United States Revenue Cutter Service) は第一義的には税関執行機関であり、アメリカ合衆国財務省の一部であった。税関監視艇隊とアメリカ合衆国人命救助隊が合併し沿岸警備隊を構成した1915年、同組織は軍の部門とされ、また連邦法執行権限をも与えられた。
合衆国草創期から連邦軍が民警団として国内任務に動員されることは珍しくなかったこともあって、PCA制定後も、これに明確に違反する形で州知事の要請によって連邦軍が国内出動を行うことがあり、ほとんど忘れ去られた法律であるとの認識が一般的であった。20世紀半ば、1957年学校人種分離撤廃危機の際、ドワイト・D・アイゼンハワー大統領の政権は執行諸法に由来する民警団法への例外を利用してアーカンソー州リトルロックに連邦軍を送り込んだ。アーカンソー州の知事は1954年に合衆国最高裁判所がブラウン対教育委員会裁判において分離された (segregated) 公立学校は違憲であると判示した後も、脱分離化に反対していた。執行諸法は、その他の権力と並び、州当局に市民の憲法上の権利に反するような暴力を鎮圧する能力または意思がない場合、大統領が軍隊を召集することを認めていた。その後、1973年のウンデット・ニー占拠事件を契機として、軍からの支援を得て行われた法執行を巡る裁判でPCAが取り上げられるようになり、実務に反映されるようになった。一方で、連邦軍を国内活動に動員できるよう、様々な法律でPCAの例外・除外が規定されている。
2020年夏、ワシントンD.C.におけるジョージ・フロイド抗議運動は、それを鎮圧するため州兵部隊がドナルド・トランプ大統領による1807年内乱法の発動なしに（彼はそうすると警告したが）召集された際、論争を引き起こした。ある一群の兵士たち、コロンビア特別区州兵は、大統領および陸軍長官の指揮下にある連邦の組織 (federal entity) であるにもかかわらず、歴史的に、民警団法の規制に服さない州民兵 (state militia、合衆国法典第32編に基づく) に準ずるものとして活動してきた。協力的な州からの州兵部隊もまた連邦機関の要請で召集され、そのうち一部は警察としてデピュタイズされた。ウィリアム・P・バー司法長官は、州兵部隊は「大統領または国防長官の要請に基づき、隊員の部隊によって実行される作戦または任務の支援」を行うことができるとする32 U.S.C. § 502(f)(2)(a)を引用した。トム・ユーダル上院議員およびジム・マクガヴァン下院議員は、第502条（「要求される訓練および野外演習」のタイトルがついている）の意図は訓練のための演習のみをカバーすることであったと述べ、このことを民警団法を回避する「抜け穴」と表現し、それを塞ぐための法案を提出した。
2020年、アダム・シッフ下院議員がこの法律についてアメリカ海軍、海兵隊、宇宙軍を含むように適用範囲を拡大する改正案を提出した。この修正は最終的に2022年度国防権限法に盛り込まれた。

## 立法
オリジナルの規定は、第45議会第2会期の法律のうち第263章第15条として制定された。
Sec. 15. From and after the passage of this act it shall not be lawful to employ any part of the Army of the United States, as a posse comitatus, or otherwise, for the purpose of executing the laws, except in such cases and under such circumstances as such employment of said force may be expressly authorized by the Constitution or by act of Congress; and no money appropriated by this act shall be used to pay any of the expenses incurred in the employment of any troops in violation of this section and any person willfully violating the provisions of this section shall be deemed guilty of a misdemeanor and on conviction thereof shall be punished by fine not exceeding ten thousand dollars or imprisonment not exceeding two years or by both such fine and imprisonment.
第15条 この法律の可決より後は、合衆国陸軍のいずれかの部分を、民警団としてまたは他の方法で法を執行する目的のために利用することは、前記の実力の利用が憲法または議会制定法により明示的に許可されるような場合および状況の下でのものを除き、合法とはならない; そしてこの法律によって充当された資金は、この条に違反してのいずれかの部隊の利用において発生した経費を支払うためには一切用いられてはならず、また、この条の規定に故意に違反する者は何人も軽罪として罪を負うこととなり、それについて有罪判決を受ければ、1万ドルを超えない額の罰金もしくは2年を超えない期間の収監またはそのような罰金および収監の双方により処罰される。
2021年現在、対応する法律の条文は次のとおりである:
18 U.S.C. § 1385. Use of Army, Navy, Marine Corps, Air Force, and Space Force as posse comitatus:
Whoever, except in cases and under circumstances expressly authorized by the Constitution or Act of Congress, willfully uses any part of the Army, the Navy, the Marine Corps, the Air Force, or the Space Force as a posse comitatus or otherwise to execute the laws shall be fined under this title or imprisoned not more than two years, or both.
合衆国法典第18編第1385条 18 U.S.C. § 1385. 陸軍、海軍、海兵隊、空軍および宇宙軍の民警団としての使用:
憲法または議会制定法により明示的に許可される場合および状況の下でのものを除き、陸軍、海軍、海兵隊、空軍または宇宙軍のいずれかの部分を、民警団としてまたは他の方法で法律を執行するために故意に使用する者は、何人もこの編の下で罰金を科され、もしくは2年を超えない期間収監され、またはそれらを併科される。
また、特筆すべきは合衆国法典第10編（一般に軍隊および国防総省の組織および規則を扱う）内の以下の規定である:
10 U.S.C. § 275. Restriction on direct participation by military personnel
The Secretary of Defense shall prescribe such regulations as may be necessary to ensure that any activity (including the provision of any equipment or facility or the assignment or detail of any personnel) under this chapter does not include or permit direct participation by a member of the Army, Navy, Air Force, or Marine Corps in a search, seizure, arrest, or other similar activity unless participation in such activity by such member is otherwise authorized by law.
合衆国法典第10編第275条 10 U.S.C. § 275. 軍人による直接参加の制限
国防長官は、この章の下でのいかなる活動（いずれかの装備品または施設の提供またはいずれかの兵員の配属あるいは派遣を含む）も、陸軍、海軍、空軍または海兵隊の構成員による、捜索、押収、逮捕またはその他類似する活動への直接の参加を、そのような構成員によるそのような活動への参加が他に法律によって許可されていない限り、包含または許可するものでないことを確認するために必要となると思われる規則を制定するものとする。

### 2006年 - 2007年の停止
2006年、議会は2007年度国防権限法案の一環として内乱法を修正した（2008年現在撤回）。2006年9月26日、ジョージ・W・ブッシュ大統領は、米軍が自然災害、テロリストによる攻撃または事件およびその他の事態の直後期において公共の秩序を回復し法を執行できるよう、連邦法を見直すことを検討するように議会に促した。これらの変化はジョン・ワーナー2007年度国防権限法 (H.R. 5122) に盛り込まれ、2006年10月17日に署名されて法律となった。
第1076条は「大規模な公共の緊急事態における軍隊の利用」という題名である。これは次のように規定していた:
The President may employ the armed forces ... to ... restore public order and enforce the laws of the United States when, as a result of a natural disaster, epidemic, or other serious public health emergency, terrorist attack or incident, or other condition ... the President determines that ... domestic violence has occurred to such an extent that the constituted authorities of the State or possession are incapable of maintaining public order ... or [to] suppress, in a State, any insurrection, domestic violence, unlawful combination, or conspiracy if such ... a condition ... so hinders the execution of the laws ... that any part or class of its people is deprived of a right, privilege, immunity, or protection named in the Constitution and secured by law ... or opposes or obstructs the execution of the laws of the United States or impedes the course of justice under those laws.
大統領は、自然災害、エピデミック、あるいはその他の重大な公衆衛生上の緊急事態、テロリストによる攻撃もしくは事件あるいはその他の事態の結果、国内の暴力が州あるいは領有地の現職員では公共の秩序を維持することができない程度にまで発生したと大統領が判断した場合に公共の秩序を回復し合衆国の法を執行するために、またはある州において、その状況が法の執行を妨害し、その州の人々のうちのいずれかの部分もしくは階層が憲法に掲げられ法律で保障されている権利、特権、免責もしくは保護を奪われ、あるいは合衆国の法の執行に反対もしくは阻害し、それらの法に基づく司法の過程を妨げるような、いかなる内乱、国内暴力、不法な徒党あるいは共謀を鎮圧するためにも、軍隊を投入することができる。
2008年、1807年内乱法におけるこれらの変化はその全体において撤回され、以前の内乱法の文言に復帰した。

## 例外、除外および限界
この法律が適用されないような状況が複数存在する。それらには以下が含まれる:
- 特定の軍種と関連があり、空軍特別捜査局（英語版） (OSI)、海軍犯罪捜査局 (NCIS)、アメリカ陸軍犯罪捜査局 (CID) およびアメリカ陸軍防諜部（英語版） (ACI) といったある種の独立軍事捜査機関によって実施される一般刑事・刑事防諜捜査。民警団法は「憲法または議会制定法により明示的に許可される場合および状況の下でのものを除き」と明確に述べており、以下の議会制定法が具体的な制定法上の法執行当局に次を含むように規定している:
  - 10 U.S.C. § 7377に基づき、ACIおよびCIDの文官特別捜査官は逮捕・捜索令状を執行することができ、またさらにこれらの部局に関連付けられた捜査活動を行うことに適する。
  - 10 U.S.C. § 8750に基づき、NCISの文官特別捜査官は逮捕・捜索令状を執行することができ、またさらにこの部局に関連付けられた捜査活動を行うことに適する。
  - 10 U.S.C. § 9377に基づき、OSIの文官特別捜査官は逮捕・捜索令状を執行することができ、またさらにこの部局に関連付けられた捜査活動を行うことに適する。
- 州知事（英語版）の権限の下にある間の州兵部隊、州防衛軍、および海軍民兵（英語版）[22]。ただし、州兵が指揮権を州知事から大統領に移す10 U.S.C. § 12406を通じて連邦の指揮の下にある場合は、州兵の活動も民警団法の対象となる。最後に、32 U.S.C. § 502(f)に基づき、大統領は法執行能力について連邦移管されていない州兵を使用することができる。
- 1992年現在23回発動されている（英語版）内乱法に従って用いられる連邦軍部隊。
- 18 U.S.C. § 831に基づき、内国法執行機関が核または放射能兵器の使用の可能性など特殊核物質の放出が関わる特定の種類の脅威に対処するのに不適切である場合、司法長官は国防長官に対し緊急支援を提供するよう要請することができる。そのような支援は、その支援が米軍の即応態勢に負の影響を与えない限り、国防総省の権限の下にあるいかなる人員によってもなされることができる。唯一の例外は、アメリカ軍の側にある核物質の展開である。
- 10 U.S.C. § 282に基づき、司法長官は生物、化学またはその他の大量破壊兵器に関する法の執行において軍の援助を要請することができる（18 U.S.C. § 175a、§ 229Eおよび§ 2332e）。
- 18 U.S.C. § 112、§ 1116および§ 1201に基づき、司法長官は軍を含めいかなる連邦、州、地方の機関についても外国の外交官およびその家族を保護する法の執行を援助するよう要請することができる。
- 10 U.S.C. § 283に基づき、軍は特に爆発物処理の意味で爆弾テロへの対応を援助することができる。
- 10 U.S.C. § 284に基づき、軍は麻薬取締りや対テロ任務などの活動において、内国法執行機関のために監視、情報収集、観測および装備を提供することができる。例えば1987年アトランタ刑務所暴動（英語版）の際、連邦捜査局の要請によりフォート・ブラッグのデルタフォースの軍人たちが派遣され、狙撃手/観測手チームとして活動し、通信を運営し、医療支援を提供し、情報を収集し、爆発物処理の支援を行った[23]。

### アメリカ沿岸警備隊に適用される例外
平時には国土安全保障省の下で活動するアメリカ沿岸警備隊は、軍であるにもかかわらず民警団法で規制されておらず、むしろ連邦法を執行する明示的な権限を保有する。これは、戦時において沿岸警備隊がアメリカ海軍の一部門 (service) として活動している場合にさえも当てはまる。
1981年12月、軍の文民法執行機関との協力法が制定され、特に合衆国への麻薬密輸との戦いにおいて許容される内国法執行機関および沿岸警備隊への軍による支援が明確化された。民警団法の規定 (clarification) はアメリカ軍人の法執行（例えば捜索、押収、および逮捕）への直接参加を一般に禁止しつつ、支援的および技術的な援助（例えば施設・艦艇・航空機の使用、また情報支援、技術的補助、監視）を強調する。例えば、米海軍の艦艇は麻薬密輸が疑われる船舶を追跡し、追随し、停止させるのに用いられることができるが、実際の臨検を行い、必要であれば被疑船舶の乗組員を逮捕するのは当該海軍艦艇に乗り込んでいる沿岸警備隊の法執行分遣隊 (Law Enforcement Detachment) である。

### 助言的・支援的役割
連邦軍部隊は、リコンストラクション中の分離主義的な南部諸州の占領、大規模な都市暴動の鎮圧を含め、国内での役割の長い歴史を有する。民警団法は現役軍人を「法律を執行する」ために用いることを禁止している。しかし、この文言が内国法執行とは異なる助言的・支援的・災害対応またはその他の本土防衛的な役割に用いられる部隊に適用されるか否かについては、見解の不一致がある。
2009年3月10日、フォート・ラッカーの陸軍憲兵軍団の隊員たちが銃乱射事件に対応してアラバマ州サムソンへ派遣された。サムソンの当局者は、兵士たちが交通規制や犯行現場の安全確保に加わったことを認めた。アラバマ州知事は軍の支援を要請しておらず、バラク・オバマ大統領も彼らの派遣を認可していなかった。その後の調査で、民警団法が侵害されたことがわかり、陸軍は複数の軍人に行政処分を下した。